# Vaire
Vaire község Franciaország Burgundia-Franche-Comté régiójában, Doubs megyében. Új községként 2016. június 1-jén jött létre Vaire-le-Petit és Vaire-Arcier község egyesítésével. A korábbi községek egyesülésekor az új község lélekszáma 785 fő lett. Lakosainak száma 805 fő (2022. január 1.).

## Népesség
| Lakosok száma | 810  | 813  | 807  | 801  | 800  | 805  |
|               | 2017 | 2018 | 2019 | 2020 | 2021 | 2022 |